# Lale Andersen
Lale Andersen (Lehe, ma Bremerhaven része, 1905. március 23. – Bécs, 1972. augusztus 29.) német sanzonénekesnő, színésznő, dalszerző. Az örökzöld háborús sláger, a Lili Marleen első előadója.
Az egyszerű dal olyan nagy hatást gyakorolt a katonákra, hogy az akkoriban központilag irányított rádióban le is vették a műsorról. Sőt, odahaza, Németországban Lale Andersent 42-ben átmenetileg el is tiltották a fellépésektől... miután a katonák tiltakoztak, a belgrádi adó műsorába visszakerült a dal, sőt, attól kezdve minden este ezzel zárták a műsort. Lale Andersen pedig egy év elteltével megint felléphetett, de a Lili Marleent nem énekelhette.

## Pályakép
1930-ban otthagyta Bremerhavent, az első férjét és a három kis gyerekével, hogy színésznő lehessen. Be is futott, mint színésznő-énekesnő Berlinben és Münchenben – már jóval a Lili Marleen elött.
John Steinbeck szerint a Lili Marleen volt nácik egyetlen pozitív hozzájárulása a világhoz.
1961-ben Németországot képviselte a Cannes-ban rendezett Eurovíziós Dalfesztiválon.

## Albumok
- Dreigroschenoper – Die bekanntesten Songs, gesungen von Lale Andersen: 1957
- Sailor Songs from Germany: 1961
- Songs of Germany: 1961
- Mein Leben, meine Lieder: 1962
- Twelve Countries, Twelve Songs: 1965
- Lale Andersen erzählt Märchen von Hans Christian Andersen: 1965
- Good-Bye Memories: 1966
- Sings Germany's Folk Songs of the Waterfront: 1968
- Erzählt Märchen von Hans Christian Andersen: 2008

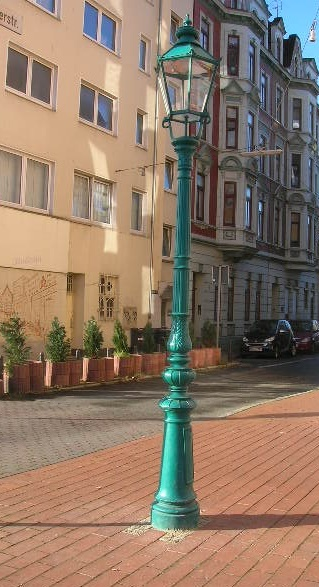
A Lale-lámpás Brémában

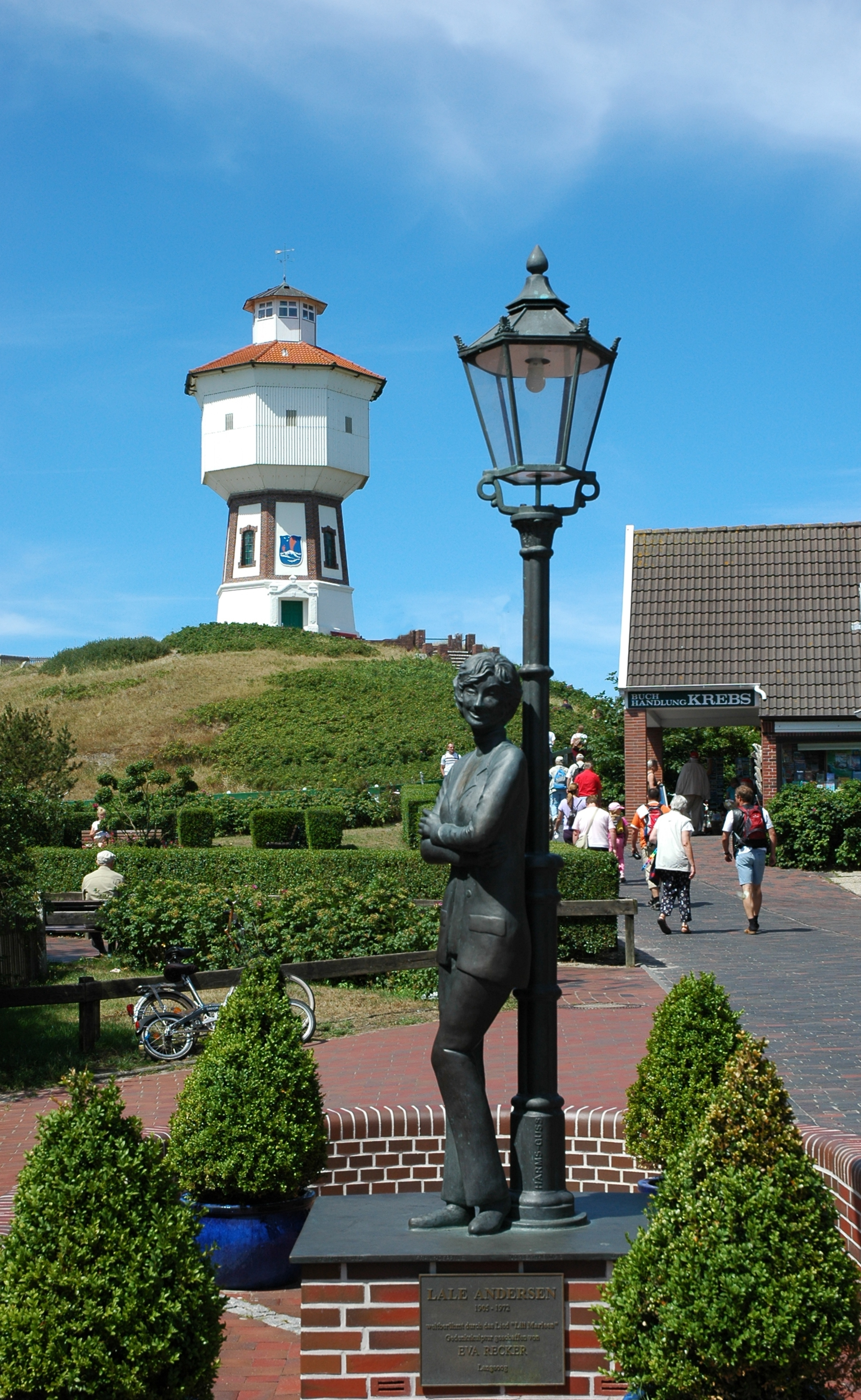
Lale Andersen emlékműve a szászországi Langeoogban